# Marianne Koch
Marianne Elisabeth Koch (ur. 19 sierpnia 1931 w Monachium) – niemiecka aktorka filmowa i telewizyjna. Znana m.in. z roli Marisol w spaghetti westernie Za garść dolarów (1964; reż. Sergio Leone) u boku Clinta Eastwooda. W latach 70. zakończyła karierę aktorską i podjęła przerwane niegdyś studia medyczne. Uzyskała dyplom i przez kolejne lata praktykowała jako lekarz, specjalista chorób wewnętrznych. Prowadziła także popularne programy telewizyjne i audycje radiowe z poradami medycznymi.  

## Wybrana filmografia
- Ciemne sprawki (1954) jako Kathy Gerhardt
- Ludwik II (1955) jako księżniczka Sophie
- Generał diabła (1955) jako Dorothea "Diddo" Geiss
- Cztery dziewczyny w mieście (1957) jako Ina Schiller
- Światła na mordercę (1961) jako Edwige
- Napoleon II (1961) jako księżna Maria Ludwika
- Za garść dolarów (1964) jako Marisol
- Piekło Manitoby (1965) jako Jade Grande
- Die Journalistin (1970-71; serial TV) jako Renate Albrecht